# Partido judicial (España)
En España, un partido judicial es una unidad territorial para la administración de justicia, integrada por uno o varios municipios limítrofes y pertenecientes a una misma provincia. Aquellos que existían el 3 de abril de 1979 funcionan, además, como circunscripciones comarcales en la elección de diputados provinciales en comunidades autónomas pluriprovinciales por parte de los partidos políticos.
En España existen 431 partidos judiciales que se distribuyen por comunidades autónomas de la siguiente forma: 
- Andalucía: 85.
- Aragón: 16.
- Asturias: 18.
- Canarias: 19.
- Cantabria: 8.
- Castilla y León: 41.
- Castilla-La Mancha: 31.
- Cataluña: 49.
- Ceuta: 1.
- Comunidad Valenciana: 36.
- Extremadura: 21.
- Galicia: 45.
- Islas Baleares: 6.
- La Rioja: 3.
- Comunidad de Madrid: 21.
- Melilla: 1.
- Región de Murcia: 11.
- Navarra: 5.
- País Vasco: 14.

De entre los municipios que componen los partidos judiciales, uno de ellos, normalmente el más grande o en el que mayor número de asuntos litigiosos se producen, se denomina «cabeza de partido judicial». En dicha cabeza se encuentra la sede de uno o varios juzgados de primera instancia e instrucción. Al frente del resto de municipios del partido judicial se encuentran los juzgados de paz.

## Historia

Mapa de los conventus en Hispania.

La primera división que se hizo en la península ibérica por razones judiciales sería durante el Imperio romano. Las provincias se dividían en conventus, donde periódicamente los habitantes del distrito se reunían en la cabecera para resolver asuntos legales. Los habitantes podían acudir a uno u otro conventus en función de su conveniencia y la distancia que les separara, por eso los límites estaban poco claros.
La primera división moderna de España en partidos judiciales se realizó en 1834 —mediante un decreto aprobado el 21 de abril de 1834 en el que se subdividieron las provincias—, a raíz de la nueva ordenación provincial de Javier de Burgos. Entre las motivaciones del decreto se encontraba el empleo de los partidos como circunscripción electoral en las elecciones a Cortes Generales del Reino, además de facilitar una administración judicial más rápida. En 1834 se contabilizaban en España, exceptuando las provincias forales, un total de 451 partidos judiciales.
En la actualidad el número de estos, variable a lo largo de la historia, se ha reducido a 431. Estas divisiones serían la base para los distritos electorales. En 1868 existían 463 partidos judiciales y unos 8000 municipios. Los partidos judiciales de las ciudades autónomas de Ceuta y Melilla, correspondían hasta su autonomía al partido número 12 de Cádiz y al 8 de Málaga, respectivamente. Hoy en día Ceuta sigue manteniendo el código 12 en su partido judicial, y Melilla el 8. De esta forma, aunque en Cádiz existe numeración de los partidos judiciales hasta el 15, no existe el número 12, al igual que en Málaga concluye en el 12 sin existir el 8.

## Partidos judiciales por entidad autónoma
- Partidos judiciales de Andalucía
- Partidos judiciales de Aragón
- Partidos judiciales de Asturias
- Partidos judiciales de Canarias
- Partidos judiciales de Cantabria
- Partidos judiciales de Castilla-La Mancha
- Partidos judiciales de Castilla y León
- Partidos judiciales de Cataluña
- Partido judicial de Ceuta
- Partidos judiciales de la Comunidad Valenciana
- Partidos judiciales de Extremadura
- Partidos judiciales de Galicia
- Partidos judiciales de las Islas Baleares
- Partidos judiciales de La Rioja
- Partidos judiciales de la Comunidad de Madrid
- Partido judicial de Melilla
- Partidos judiciales de la Región de Murcia
- Partidos judiciales de Navarra
- Partidos judiciales del País Vasco